# Luís Ferreira Maciel
Luís Ferreira Maciel (Palmeira, 24 de outubro de 1865 — 19 de março de 1920) foi um empresário e político brasileiro.
O major Luís Ferreira Maciel foi filho de Pedro Ferreira Maciel e irmão de Ottoni Ferreira Maciel.

## Biografia
Filho de d. Margarida Ferreira Maciel e de Pedro Ferreira Maciel, Luís Ferreira nasceu no interior do Paraná (Palmeira) e fez seus estudos primários e preparatórios na capital paranaense com os professores: Oliveira Bello, Claudino dos Santos e Lindolpho Pombo.
A exemplo do pai e o irmão, exerceu mandatos políticos como: camarista em Palmeira e deputado estadual no Congresso Legislativo do Paraná (na década de 1890).
Pertenceu a Guarda Nacional de Palmeira e na Revolução Federalista tomou parte do combate travado no Rio das Pedras contra as forças comandadas por Gumercindo Saraiva e Juca Tigre.
Em 1897 abriu, em sua cidade natal, a primeira serraria mecanizada (maquinário movido a vapor) da região.